# Ганс-Адольф Швайхель
Ганс-Адольф Швайхель (нім. Hans-Adolf Schweichel; 26 травня 1915, Бремен — 16 листопада 1942, Атлантичний океан) — німецький офіцер-підводник, оберлейтенант-цур-зее крігсмаріне.

## Біографія
3 квітня 1936 року вступив на флот. З 1 по 29 жовтня 1942 року — командир підводного човна U-105, з жовтня — U-173. 1 листопада вийшов у свій перший і останній похід, під час якого потопив 1 корабель водотоннажністю 9359 тонн і пошкодив 3 кораблі загальною водотоннажністю 19 915 тонн.
| Дата              | Назва країни                         | Тип              | Тоннаж | Вантаж                                                                    | Екіпаж | Загинули | Країна | Конвой |
| ----------------- | ------------------------------------ | ---------------- | ------ | ------------------------------------------------------------------------- | ------ | -------- | ------ | ------ |
| 11 листопада 1942 | USS Joseph Hewes (AP-50)             | Десантне судно   | 9,359  |                                                                           | 358    | 100      | США    | UGF-1  |
| 11 листопада 1942 | USS Winooski (AO-38) (пошкоджений)   | Танкер-заправник | 10,172 | Мазут (частина вантажу)                                                   | ?      | 0        | США    | UGF-1  |
| 11 листопада 1942 | USS Hambleton (DD-455) (пошкоджений) | Есмінець         | 1,630  |                                                                           | ?      | ?        | США    | UGF-1  |
| 15 листопада 1942 | USS Electra (AK-21) (пошкоджений)    | Вантажне судно   | 8,113  | Військові матеріали, включаючи боєприпаси та авіаційне паливо в каністрах | ?      | 1        | США    | UGF-1  |

16 листопада 1942 року U-173 був потоплений у Північній Атлантиці західніше Касабланки (33°40′ пн. ш. 07°35′ зх. д.) глибинними бомбами американських есмінців «Вулсі», «Свонсон» та «Квік». Всі 57 членів екіпажу загинули.

## Звання
- Кандидат в офіцери (3 квітня 1936)
- Морський кадет (10 вересня 1936)
- Фенріх-цур-зее (1 травня 1937)
- Оберфенріх-цур-зее (1 липня 1938)
- Лейтенант-цур-зее (1 жовтня 1938)
- Оберлейтенант-цур-зее (1 жовтня 1940)